# Острівець Сан-Джованні

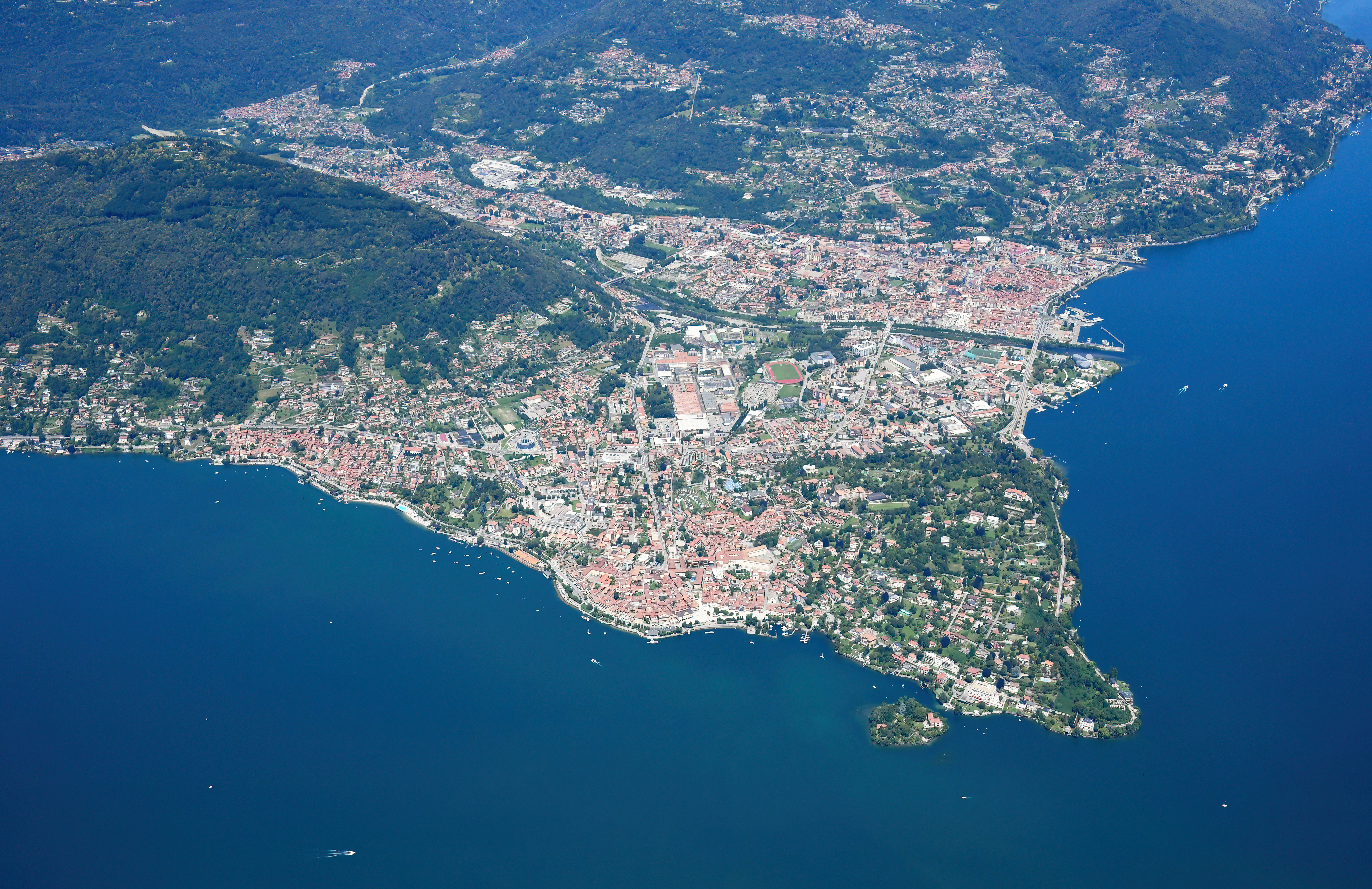
Verbania panorama

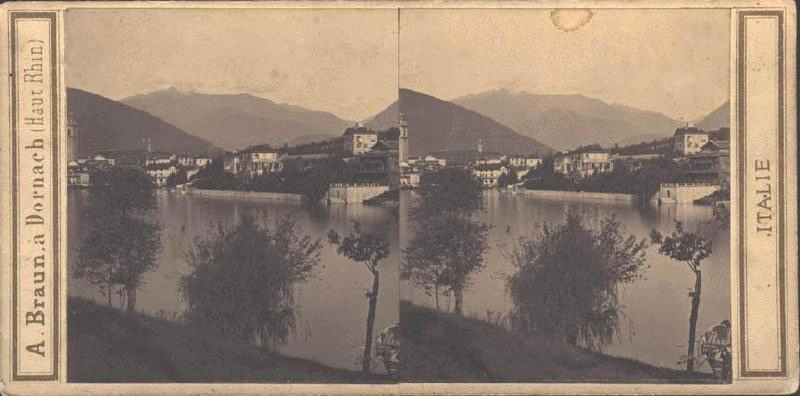
Braun, Adolphe (1811-1877) - n. 3610 - озеро Маджоре -Паланца -панорама з о. Сан Джованні

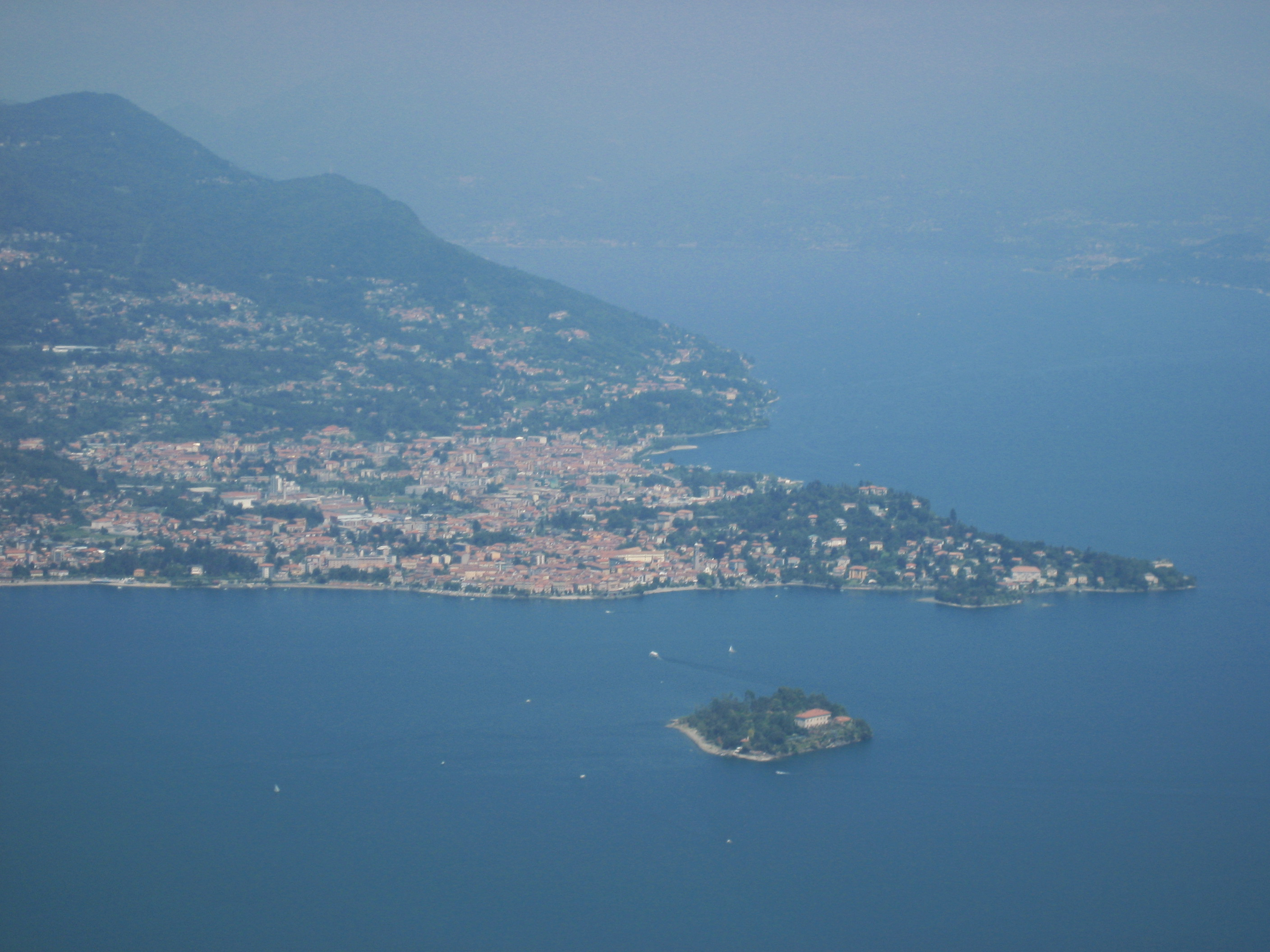
Verbania

Острівець Сан-Джованні (з іт. Isolino di San Giovanni) - це невеликий острів, який належить до островів Борромео на озері Маджоре, одному з найбільших субальпійських озер північної Італії. Він розташований на північ від інших островів групи на відстані 30 м на захід від берегової лінії Палланци (Вербанія). Острів входить до складу Палланци.
Найбільш ранні згадки про острів датуються  999 роком, коли він був відомий як Isola di Sant’Angelo,  з посиланням на каплицю, присвячену Архангелу Михаїлу, що знаходиться в замку на острові. У середині дванадцятого століття острів був у володінні графів, що належали до сімейства Barbavara. Родина Борромео робила різні спроби придбати острів Сан-Джованні в кінці шістнадцятого століття, наприклад з метою створення коледжу барнабітів. Вони, нарешті, придбали його в 1632 році і прикрасили палацом та садами. Відомий резидент острова в 1930-х і 1940-х роках - диригент Артуро Тосканіні.